# Nashville (Illinois)
Nashville település az Amerikai Egyesült Államok Illinois államában, Washington megyében, melynek megyeszékhelye is. Lakosainak száma 3105 fő (2020. április 1.).

## Népesség
A település népességének változása:

| 2010 | 3 258 |
| 2020 | 3 105 |